# ルーク・ロングリー
ルーク・ロングリー（Luc Longley）ことルシアン・ジェームス・ロングリー（Lucien James Longley、1969年1月19日 - ）はオーストラリアの元・プロバスケットボール選手。ビクトリア州メルボルン出身。ポジションはセンター。主な活躍は、センターでNBAのシカゴ・ブルズの2度目の三連覇に貢献。身長218cm、体重132kg。

## 経歴
大学はニューメキシコ大学。1991年のNBAドラフト7位でミネソタ・ティンバーウルブズに指名される。 1993-1994シーズンにシカゴ・ブルズにトレード。
1994-1995シーズンにマイケル・ジョーダンが復帰する。
翌1995-1996シーズンからスコッティ・ピッペン、デニス・ロッドマンと共にシカゴ・ブルズは3連覇。ロングリーもチームの勝利に貢献する。
1998-2000年はトレードでフェニックス・サンズでプレー。
2000-2001年はトレードでニューヨーク・ニックスでプレーし引退する。

## オーストラリア代表
2000年、母国オーストラリアで開催されたシドニーオリンピックにオーストラリア代表として出場。4位入賞に貢献した。

## プレイスタイル
ロングリーはスーパースターと言える選手ではなく、ボールハンドリングを含む技術的な部分も優れていたとは言い難いが、高い身長を生かしたディフェンス、精度の高いペリメーターシュートやベビーフックを武器にシカゴ・ブルズの優勝に貢献した。ブルズがレギュラーのウィル・パデューをトレードで出してロングリーをレギュラーに選んだのはロングリーの方がスピードがあるからとフィル・ジャクソンは述べている。事実サイズの割に俊敏でスタミナもあり、更に角度のないベースラインからのペリメーターシュートの精度の高さを活かし、ジョーダンらが相手ディフェンスを引き付けながらドライブし、ベースライン付近でフリーになったロングリーへパスを出しジャンパーを決めると会場は大いに盛り上がった。この得点パターンは当時のシカゴ・ブルズの定番の得点パターンの一つであった。ロングリーがボールを持つと、ファンが「ルーク」と声をかけて盛り上げた。知らない人が聞くと、ブーイングに聞こえたが、実はロングリーへの歓声であり、彼はシカゴのファンからとても愛される存在であった。ロドマンが欠場中にロドマンの真似をして試合終了後にユニフォームを脱いで観客席に投げたが観客がユニフォームをロングリーに投げ返した逸話もある。NBAファイナルでは、96年第4戦では19得点、97年第5戦、Flu Gameと呼ばれた試合(マイケル・ジョーダンが体調不良の状態で臨んだ試合）では12得点をあげている。サーフィンで怪我をしてシーズン中に欠場したこともあった。また、普段は温和な性格で顔つきも温厚そのものだが、試合では熱くなる事もありシカゴ・ブルズ2度目の3連覇初年度の95-96シーズンの開幕前、プレシーズンマッチのワシントン・ブレッツ戦でクリス・ウェバーと乱闘騒ぎを起こし出場停止処分を受け、開幕戦に出場する事ができなかった。